# Walen
Les Walen ou les soi-disant Vénitiens étaient des prospecteurs et mineurs étrangers travaillant secrètement dans les régions germaniques durant le Moyen Âge ou la Renaissance, et mentionnés dans des sources écrites allemandes à partir du XVIe siècle. Ces Walen étaient considérées par la population locale comme des chercheurs d'or, bien qu'ils cherchaient probablement des minerais rares (cobalt, manganèse) pour l'industrie du verre (peut-être pour la république de Venise). 
En raison de leur langue étrangère et de leurs actions incompréhensibles dans les montagnes pour les populations locales, ils devinrent des éléments légendaires du folklore allemand et d'Europe centrale : ils y apparaissent parfois comme des sorciers étrangers ou des créatures surnaturelles (sorte de lutins). Leur nom fut également rattaché aux prétendus « livres des Walen » et « symboles gravés des Walens », censés indiquer la localisation de trésors et de veines d'or.

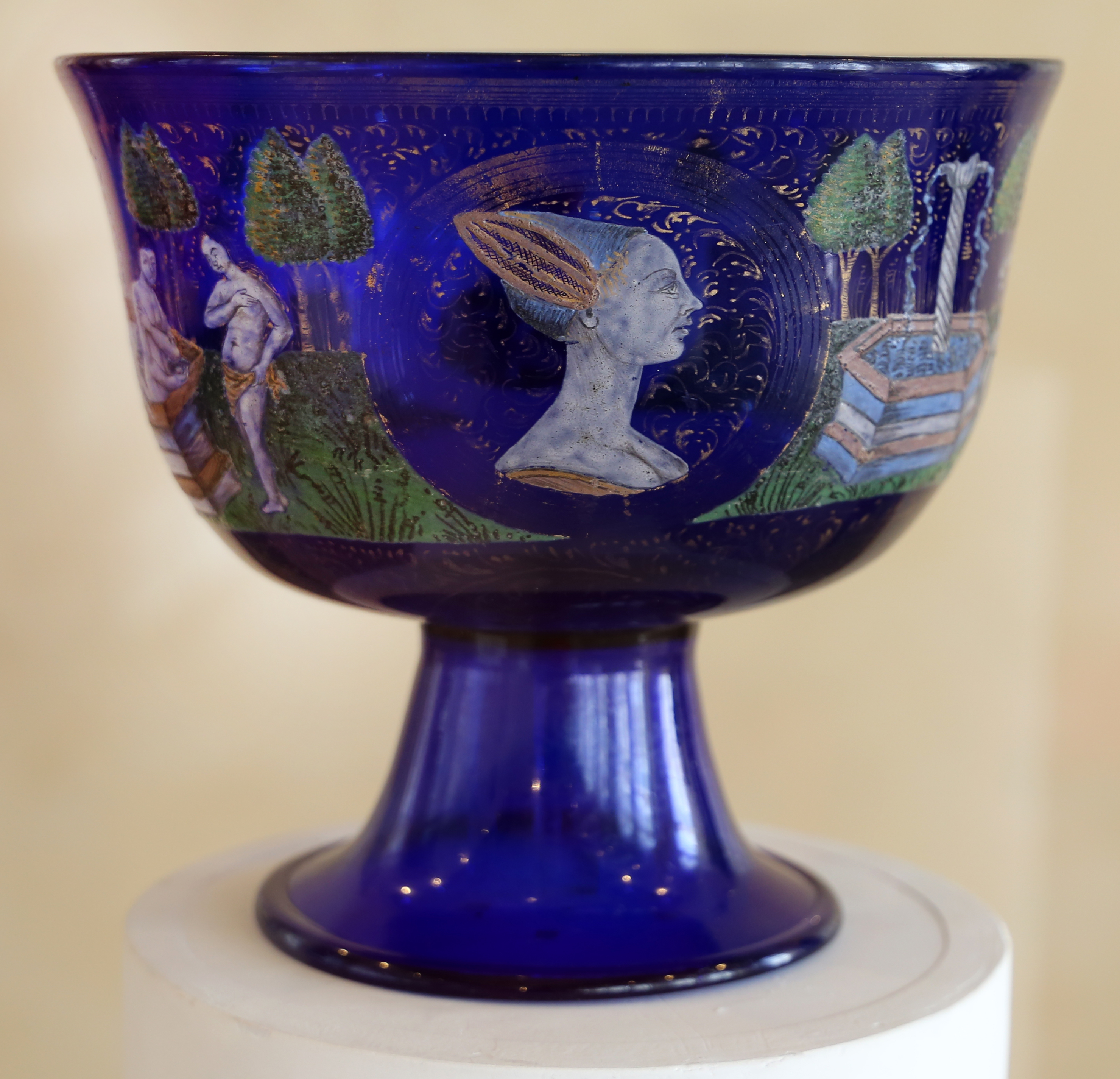
Verre teinté au bleu de cobalt, fabriqué à Murano vers 1470.

## Désignations
Le terme Walen (ou Walhen, Wälsche, Welsche) dérive du germanique « Walh », qui désignait une personne parlant une langue latine ou romane. Walen désigne donc un « étranger », par rapport à sa langue, et non son ethnie ou son origine géographique.
Le terme souvent utilisé de Vénitien (allemand: Venediger, Vennizianer, Venezianer, Venetianer) se réfère à la prétendue origine de Venise de ces personnages : la ville était à cette époque la capitale mondiale de l'orfèvrerie de l'or et l'argent, de la taille des diamants et de l'industrie du verre. D'autres origines géographiques sont néanmoins mentionnées dans les documents d'époque : des origines en Italie mais aussi en France ou Espagne, et occasionnellement en Bohème ou Allemagne. Dans le sud de l'Allemagne, en référence au folklore local des Berggeist (de) (esprits des montagnes), ces personnages légendaires sont parfois mentionnées comme Venedigermandl ou simplement Mandl, et à Thuringe comme Erzmännchen.

## Sources
- Christian Gottlieb Lehmann: Nachricht von Wahlen, Frankfurt/Leipzig 1764 (En ligne)
- F. Wrubel: Sammlung bergmännischer Sagen, 1883
- Heinrich Schurtz: Der Seifenbergbau im Erzgebirge und die Walensagen, Stuttgart 1890 (En ligne)
- R. Cogho: Die Walen oder Venediger im Riesengebirge, 1898
- Leo Winter: Die deutsche Schatzsage, Köln 1925
- Rudolf Schramm & Helmut Wilsdorf : Venetianersagen von geheimnisvollen Schatzsuchern. Leipzig: VEB Deutscher Verlag für Grundstoffindustrie, 1. Aufl. 1986, 2. Aufl. 1987, 3. Aufl. 1990